# James MacGeoghegan
James MacGeoghegan (* 1702 in Uisneach, Westmeath, Irland; † 1763 in Paris) war ein römisch-katholischer Geistlicher und Historiker. Er schrieb eine Abhandlung über die irische Geschichte. Er widmete das Werk der Irischen Brigade.